# قائمة الأشخاص المصابين بالعمى
هذه قائمة بالأفراد البارزين الذين وُلِدوا عميانًا أو أصبحوا عميانًا خلال حياتهم. تم تنظيم القائمة إلى فئات بناءً على إنجازاتهم أو مساهماتهم البارزة.

## نشطاء ومنظمون للمكفوفين
- تيلي أستون – معلمة أسترالية، مؤسسة جمعية فيكتوريا لكتّاب برايل.[1]
- لويس بريل – معلم فرنسي، معروف بنظام الكتابة بريل.[2]
- تيفاني برار – ناشطة اجتماعية هندية، مؤسسة مؤسسة جيوثيرجامايا، التي تمكّن المكفوفين في جميع مجالات الحياة
- مولي بوركي – كندية، شخصية وسائل الإعلام الاجتماعية، سفيرة العلامة التجارية للشركات لتمثيل المكفوفين في التسويق.[3]
- فرنسيس جوزيف كامبل – ناشط بريطاني-أمريكي ضد الرق ومؤسس مشارك لـكلية رويال ناشونال كوليدج للمكفوفين [4]
- هابين جيرما – ناشطة أمريكية في حقوق الأشخاص ذوي الإعاقة، أول خريجة الإعاقة السمعية البصرية من كلية هارفارد للحقوق
- كينيث جيرنيغان – أمريكي، قائد طويل الأمد في الاتحاد الوطني للمكفوفين.[5]
- هيلين كيلر – كاتبة أمريكية عمياء وصماء، محاضرة وناشطة.[6]
- خوان كارلوس غونزاليس ليفا – محامٍ كوبي، مؤسس أخوية المكفوفين المستقلين في كوبا ومؤسسة كوبا لحقوق الإنسان.[7] تم مضايقته وسجنه وتعذيبه من قبل النظام الشيوعي.
- جودي كاسل سكوت – أمريكية، ناشطة مدافعة عن المكفوفين وناشطة في مجال فقدان البصر.[8]
- صابريه تينبركن – ألمانية، مؤسسة مشتركة لبريل.[9]

## مغامرون
- مايلز هيلتون باربر – بريطاني سفري ومتسلق جبال.[10]
- جيمس هولمان – بريطاني رجل معروف بلقب "المسافر الأعمى".[11]
- توفيري كيبوكا – رياضي أوغندي-نرويجي. كان من أول ثلاثة مكفوفين يصلون إلى قمة جبل كليمنجارو (مع جون أوبيو ولورانس سيروامبالا). أول متسابق أفريقي في ألعاب بارالمبية شتوية.[12][13]
- تاكيتشي نيشي – عقيد في الجيش الإمبراطوري الياباني خلال الحرب العالمية الثانية. قائد فوج الدبابات الـ26 في معركة إيو جيما. أصيب بالعمى أثناء المعركة.
- إريك ويهنماير – أول شخص أعمى يصل إلى قمة جبل إفرست.[14]

## فنانون

### ممثلون
- جاك بيركيت – المعروف أيضًا باسم "أورلاندو" و"أورلاندو الرائع"؛ ممثل، راقص، وأداء فني. اشتهر بدوره كبورجيا جينز في فيلم ديريك جرمان جوبيل، وبدوره ككالابان في نسخة جيرمان من العاصفة. على الرغم من أن أشهر أدواره وأبرزها كانت مع جيرمان، إلا أنه شارك في أفلام أخرى، بما في ذلك فيلم 1984 العروس[15] وفي إنتاجات تلفزيونية من أعمال وليم شكسبير.[16]
- دانا إلكار – لعب دور بيتر ثورنتون (ماكجيفر). فقد بصره أثناء تصوير المسلسل، وتم تضمين ذلك في قصة شخصية بيتر.[17]
- س. روبرت مورغان – شارك في دور متكرر في مسلسل ذا واير.[18]
- كالان مولفي – ممثل ظهر في العديد من المسلسلات (روش وأفلام مثل باتمان ضد سوبرمان: فجر العدالة) فقد بصره في إحدى عينيه بسبب حادث.
- جيرالدين لوهورن – مؤدية عروض فردية في نيويورك.
- ماريلي تالكينجتون – ممثلة ذات رؤية محدودة وناشطة تعاني من مرض شبكية العين، وقد تألقت في مسلسلات مثل انظر، إن سي آي إس وأمستردام الجديدة.[19]
- تومي إديسون - معروف بلقب "ناقد الأفلام الأعمى"، فقد بصره منذ ولادته.
- سكيلر دافنبورت - مثلت دور مراهقة ذات إعاقات بصرية تقوم بحراسة منزل لعميل ثري عندما يتسلل ثلاثة مجرمين إلى المنزل لسرقته في فيلم أبصر لي (فيلم).
- ديون كوان - ممثلة صوتية، عمياء قانونيًا بسبب ولادتها مع نقص في العصب البصري، معروفة بدورها كيمي واتانابي في راجراتس، و تريكسى تانغ في الوالدان السحريان.

### موسيقيون
- روبين ميلار – منتج تسجيلات، رجل أعمال وفاعل خير.
- أتسوشي أراكي – تينور ياباني، كفيف منذ ولادته تقريبًا.[20]
- غاريت باري – عازف أيرلندي على آلة الأويلان، أحد أشهر العازفين في القرن الـ19.[21]
- دلتا بلايند بيلي – فنان دلتا بلوز أمريكي وخارج عن القانون.[22]
- بلايند بليك – مغني بلوز وراجتايم أمريكي وعازف جيتار.[23]
- الفتيان المكفوفون في ألاباما [الإنجليزية] – مجموعة غوسبل.[24]
- أندريا بوتشيلي – مغني بوب أوبرالي.[25]
- روكي بون – عازف جيتار سابق في فرقة ثراش ميتال الأسترالية.
- جوزفين بولاي – عازفة أورغن وملحنة فرنسية.[26]
- رودلف براون – مؤلف موسيقي وعازف أورغن.
- بيرلي براون – مغني بلوز غوسبل أمريكي وعازف جيتار، معروف أساسًا كعازف في الشوارع.[27]
- هنري باتلر – عازف بيانو جاز وبلوز أمريكي.
- بلايند جيمس كامبل – مغني بلوز وعازف جيتار أمريكي.[28]
- هنري كالديرا – مغني/كاتب أغاني سريلانكي، كفيف منذ سن 14.[29]
- ري تشارلز – عازف بيانو ومغني تم تكريمه في العديد من قاعات الشهيرة.[30]
- فاني كروسبي – كاتبة ترانيم مسيحية.[31]
- غاري ديفيس – عازف جيتار بلوز غوسبل.[32]
- بلايند جون ديفيس – عازف بيانو بلوز وبوغي ووجي أمريكي ومغني.[33]
- كيميو إيتو - موسيقي ياباني كفيف كان يعزف على آلة الكوتو.
- خوسيه فيليسيانو – فائز بجائزة جرامي.[34]
- خمسة فتيان مكفوفين من ميسيسيبي – التشكيلة الأصلية لهذه المجموعة كانت كفيفة، بينما بعض الأعضاء اللاحقين لم يكونوا كذلك.[35]
- بلايند بوي فاولر – عازف جيتار بلوز ومغني.[36]
- بلايند ليروي غارنيت – عازف بيانو بوغي ووجي وراجتايم أمريكي وملحن.[37]
- تيري جيبس – مغني وموسيقي موسيقى الريف.
- بلايند روزفلت غريفز – عازف جيتار بلوز أمريكي ومغني، سجل كل من الموسيقى المقدسة والعلمانية في عشرينيات وثلاثينيات القرن الماضي.[38]
- جيفري جورومول يونوبينغو – مغني-كاتب أسترالي من السكان الأصليين.
- ديانا جورتسكايا – مغنية بوب من جورجيا، الدولة السوفيتية السابقة.
- إد هالي – عازف كمان في موسيقى تلال الأبلاش القديمة.[39]
- كيسي هاريس – عازف لوحة مفاتيح في فرقة إكس أمباسدورس.
- جيف هيلي – عازف جيتار بلوز ومغني.[40]
- أل هيبلر – مغني جاز فيوجن.[41]
- باتريك هنري هيوز – موسيقي متعدد الآلات، الحائز على إكسترم ميك أوفر: هوم إيديشن.
- هيذر هاتشيسون – مغنية بوب[42]
- بلايند ليمون جيفرسون – "أب تكساس بلوز".
- بلايند فيلي جونسون – عازف جيتار منزلق تم تسميته "مؤثرًا" و"القمة" للأداة.[43]
- تيري كيلي – مغني كندي.
- راهسان رولاند كيرك – موسيقي جاز متعدد الآلات.[44]
- لاتشي – مغنية-كاتبة أغاني نيجيرية أمريكية كفيفة، وعازفة بيانو وملحنة من مدينة نيويورك.[45]
- فرانشيسكو لانديدي – مؤلف موسيقي وعازف أرغن إيطالي من القرن الرابع عشر.[46]
- راشيل ليهكار – مغنية وكاتبة أغاني أسترالية، ولدت مصابة بـالتهاب الشبكية الصباغي وهي عمياء قانونياً.
- بلايند ويلي مكتيلي – عازف جيتار بلوز.[47]
- راول ميدون – مغني وكاتب أغاني.[48]
- روني ميلساب – مغني موسيقى كانتري وبوب.[49]
- موندوغ – موسيقي "أوتسايدر" وُلد باسم "لويس توماس هاردين".[50]
- جو موني – عازف أكورديون ومغني ومؤلف أغاني أمريكي جاز وبوب.[51]
- بلايند ميسيسيبي موريس – موسيقي بلوز أمريكي.[52]
- تورلو أوكارولان – عازف هارب ومؤلف موسيقي أصيب بالعمى بسبب جدري.[53]
- جيني أوينز – مغنية وكاتبة أغاني موسيقى مسيحية معاصرة أمريكية، ولدت وهي تعاني من ضعف في الرؤية وأصبحت عمياء منذ سن الثالثة.
- جاي أوينز – عازف جيتار بلوز كهربائي أمريكي ومغني وكاتب أغاني في موسيقى البلوز والسول.[54]
- فرانكي باول – موسيقي جامايكي في موسيقى الرقص والريجي.[55]
- جيرون "بلايند بوي" باكستون – مغني بلوز وجاز أمريكي وعازف متعدد الآلات.[56]
- بول بينا – موسيقي بلوز أمريكي ومغني حنجري.
- بلايند ألفرد ريد – موسيقي وفنان أمريكي في موسيقى الفولك، كانتري، والموسيقى القديمة وكاتب أغاني.[57]
- بلايند جو رينولدز – مغني وكاتب أغاني أمريكي وعازف جيتار بلوز.[58]
- خواكين رودريغو – مؤلف موسيقي وعازف بيانو إسباني.[59]
- ديان شور – مغنية جاز حائزة على جائزة غرامي.[60]
- شارلوتا سيورلينغ – مغنية سويدية.
- جورج شيرينغ – عازف بيانو جاز بريطاني.[61]
- توم سوليفان – موسيقي أمريكي، مؤلف، ومتحدث تحفيزي. فيلم 1982 إذا كنت تستطيع أن ترى ما أسمع مبني على سيرته الذاتية.[62]
- بلايند جو تاغارت – مغني كانترى بلوز ومغني موسيقى الغوسبل أمريكي وعازف جيتار سجل في العشرينيات والثلاثينيات.[63]
- برثا تاميلين – ممثلة سويدية، مغنية أوبرا ميزو-سوبرانو، عازفة بيانو، مؤلفة موسيقية، ومعلمة دراما.
- أرت تاتوم – حائز على جائزة غرامي لإنجاز العمر وDownBeat Jazz Hall of Fame، رؤية جزئية في إحدى عينيه.[64]
- سوني تيري – موسيقي بلوز وفولك أمريكي من منطقة بيدمونت.[65]
- ليني تريستانو – عضو في قاعة مشاهير الجاز في داون بيت، اختيار النقاد.[66]
- أوستاب فيراسي – كوبزار معروف.[67]
- هيلمت والشا – عازف أورغن ألماني، سجل الأعمال الكاملة للأورغن ليوهان سباستيان باخ.
- بلايند فيلي ووكر – عازف ومغني بلوز من بييدمونت الأمريكي.[68]
- دوك واتسون – عازف غيتار في عدة أنواع موسيقية.[69]
- بلايند توم ويغنز – عازف بيانو ومؤلف أمريكي، له العديد من المؤلفات الأصلية التي تم نشرها وحقق مسيرة أداء طويلة وناجحة بشكل كبير.[70]
- ستيفي وندر – مغني وكاتب أغاني وعازف متعدد الآلات، وعضو في قاعة مشاهير الروك آند رول وقاعة مشاهير كتّاب الأغاني.[71]
- رافيندرا جاين – شاعر وموسيقي هندي، قام بتأليف العديد من أغاني الأفلام الهندية في السبعينات والثمانينات.
- عاشيق ويسل – شاعر وموسيقي تركي، يعتبر والد الموسيقى الشعبية التركية.

### فنانون بصريون
- أشرف أرمغان – رسام تركي، وُلد أعمى.[72]
- جون برامبليت – رسام وكاتب أمريكي، فقد بصره في عام 2001، يرسم بشكل واقعي باستخدام تقنيات اللمس[73] مع ألوان مكثفة.
- كيث سالمون – رسام ونحات إنجليزي، أعمى بسبب اعتلال الشبكية السكري.[74]

### كتاب
- هوميروس – خطيب يوناني قديم للشعر الملحمي الإلياذة و الأوديسة. وفقًا للأسطورة، كان أعمى إما عند ولادته أو بسبب المرض أو الإصابة.
- خورخي لويس بورخيس – كاتب أرجنتيني أعمى في الجزء الأخير من مسيرته.[75]
- ديديموس الضرير – كاتب كنسي من الإسكندرية.[76]
- جون لي كلارك – شاعر أمريكي أعمى أصم.[77]
- بيلو سيبرياني – كاتب لاتيني، أعمى في سن 26.
- جيمس جيربي – كاتب رياضي.[78]
- إد لوكاس – كاتب رياضي.[79]
- جون ميلتون – شاعر كان أعمى في آخر 22 سنة من حياته.[80]
- هيلين كيلر – كاتبة أمريكية كانت كفيفة وصماء.
- فيد ميهتا – كاتب هندي/أمريكي وُلد في لاهور (التي هي الآن مدينة باكستانية) لعائلة هندوسية.
- نيكولاي أوستروفسكي – كاتب الاتحاد السوفيتي في الواقعية الاشتراكية.[81]
- ألدوس هكسلي – كاتب فلسفي بريطاني، أعمى جزئيًا.
- طه حسين – كاتب ومثقف مصري أصبح أعمى في سن الثالثة.
- جاك فانس – كاتب خيال علمي أمريكي

### آخرون
- ريتشارد تيرنر – ساحر بطاقات في العرض القريب
- ستيف كانينغهام – موظف بنك بريطاني و"أسرع رجل أعمى"[82]

## رياضيون ولاعبو رياضة
- آرون غولوب[83] – لاعب كرة قدم أمريكي أصبح أول رياضي أعمى قانونيًا يشارك في مباراة كرة قدم من دوري NCAA Division I
- زیشان عباسي – لاعب كريكيت أعمى.
- محمد أكرم – لاعب كريكيت أعمى، يحمل الرقم القياسي لأعلى نتيجة فردية في مباراة كريكيت T20I أعمى[84]
- ليزا بانتا – لاعبة كرة الهدف.[85]
- أنتوني كلارك (رياضي) – بطل جودو عالمي.[86]
- كريس هولمز (سباح) – فاز بالعديد من الميداليات الذهبية في السباحة في الألعاب البارالمبية.[87]
- سيدريك جونز – لاعب كرة قدم أمريكي، أعمى في عين واحدة.[88]
- مسعود جان – لاعب كريكيت أعمى، يحمل الرقم القياسي لأعلى نتيجة فردية في مباراة كريكيت ODI أعمى[89]
- شيخار ناك – لاعب كريكيت أعمى.[90]
- جيك بيڤي - لاعب دوري كرة القاعدة الرئيسي سابق، أعمى قانونيًا دون عدسات تصحيح.
- مارلا رونيان – عداءة أولمبية وبارالمبية أعمى قانونيًا.[91]
- سورانغا سامبات – لاعب كريكيت أعمى.[92]
- زوهار شارون – لاعب جولف أعمى.[93]
- كرازي ستيف – مصارع محترف وقع في عقد مع Impact Wrestling وهو أعمى قانونيًا بسبب المياه البيضاء الخلقية الثنائية.
- هنري وانيويك – عداء مسافات طويلة فقد 95% من قدرته على الرؤية.[94]
- تريشا زورن – سباحة تعتبر أنجح رياضية في تاريخ الألعاب البارالمبية.[95][96]

## مهندسون
- جون ميتكالف – مهندس مدني إنجليزي.
- تي. ڤي. رامن – عالم حاسوب هندي.
- رالف تيتور – مهندس أمريكي، اخترع مثبت سرعة.

## رياضيون وعلماء
- آيمي باور – عالمة محيطات أمريكية.[97]
- كنت كولرز – عالم فلك أمريكي.[98]
- كاري سوبالو – كيميائي أمريكي اخترع جهاز "ساي-ڤويس توكينغ لابكوست" وأسس شركة استشارية متخصصة في إتاحة العلوم تُدعى "إندبندنس ساينس".[99]
- غوستاف دالين – مخترع سويدي وحائز على جائزة نوبل، واصل الابتكار وإدارة شركته بعد أن أصيب بالعمى في حادث.[100]
- واندا دياز-ميرسيد – عالمة فيزياء فلكية أمريكية.[101]
- فيكتور إيبرهارد – عالم هندسة ألماني.[102]
- ليونهارت أويلر – عالم رياضيات وفيزياء سويسري فقد بصره بالكامل تقريبًا في سن التاسعة والخمسين.[103]
- فرانسوا هوبر – عالم طبيعة سويسري قدّم إسهامات أساسية في علم النحل.[104]
- جوشوا ميلي – مصمم تقنيات مساعدة أمريكي.[105]
- منى منقارة – كيميائية أمريكية.[106]
- برنارد مورين – عالم طوبولوجيا فرنسي.[107]
- أبراهام نيـمث – وضع برايل نيمث لتمكين الطلاب المكفوفين من دراسة العلوم والرياضيات.[108]
- جوزيف بلاتو – عالم فيزياء أصيب بالعمى في سن الثانية والأربعين بعد أن أطال النظر إلى الشمس.[109]
- ليف بونترياغين – عالم رياضيات من الاتحاد السوفيتي فقد بصره في سن الرابعة عشرة.[110] واصل دراسته في الرياضيات بمساعدة والدته تاتيانا أندريفنا، وحقق اكتشافات كبيرة في عدد من مجالات الرياضيات.
- نيكولاس ساوندرسن – عالم رياضيات إنجليزي فقد بصره في عمر 12 شهرًا، وكان موضع احترام من إسحاق نيوتن.[111]
- جيرت ج. فيرميي – عالم علم الأحياء التطوري وإحاثة هولندي المولد أمريكي، فقد بصره في عمر ثلاث سنوات.[112]
- غاليليو غاليلي – عالم فلك وفيزياء إيطالي، فقد بصره في عمر 74 قبل وفاته بست سنوات.[113]

## مهنيون في المجال الطبي
- ساتيش أمارناث – ميكروبيولوجي طبي هندي أُصيب بالعمى التام بعد هجوم بالحمض.
- يعقوب بولوتين – أول طبيب كفيف بالكامل في العالم يحصل على ترخيص كامل لممارسة الطب.
- تيم كوردز – طبيب أمريكي.

## سياسيون
- عبد الرحمن وحيد – المعروف أيضًا باسم غوس دور – رابع رئيس لإندونيسيا.
- ريتشارد إتش بيرنستاين – انتُخب في مجلس حكام جامعة وين ستيت في ولاية ميشيغان.
- ديفيد بلانكيت – سياسي من حزب العمال (المملكة المتحدة), ووزير سابق وعضو برلمان.[114]
- كريستين كوكس – أمينة مجلس الوزراء في يوتا وماريلند.[115]
- ماثيو أ. دن – عضو في مجلس النواب الأمريكي.[116]
- هنري فوسيت – عضو برلمان ومدير مكتب البريد العام في المملكة المتحدة.[117]
- إيان فريزر، بارون فريزر من لونزديل – عضو برلمان عن سانت بانكراس الشمالية [الإنجليزية] لمدة أحد عشر عامًا غير متتالية، فقد بصره في الحرب العالمية الأولى.[118]
- توماس غور – عضو في مجلس الشيوخ الأمريكي.[119]
- سيراس حبيب – نائب حاكم ولاية واشنطن السادس عشر.
- كولين لو، بارون لو من دالستون – عضو في مجلس اللوردات البريطاني.
- روبرت ماهوني – أول عضو كفيف في مجلس نواب ميشيغان.
- جورج ماي، البارون الأول ماي – عضو في مجلس اللوردات البريطاني.[120]
- فلويد موريس – رئيس مجلس الشيوخ في جامايكا.[121][122]
- ديفيد باترسون – حاكم ولاية نيويورك.[123]
- بوب ك. رايلي – شغل منصب حاكم أركنساس بالوكالة.[123]
- توماس دي شال – سيناتور أمريكي من مينيسوتا، فقد بصره بسبب صدمة كهربائية قبل توليه المنصب.[124]
- يوري شوخيفيتش – نائب الشعب الأوكراني، والرئيس السابق لـالجمعية الوطنية الأوكرانية – الدفاع الذاتي القومي الأوكراني.[125]
- دوغ سبيد – عضو في مجلس نواب ولاية ميشيغان.

### ناشطون سياسيون
- شيللي ديفيس – محامية أمريكية وناشطة في مجال حقوق العمال.
- تشن قوانغ تشن – محامي وحاصل على جائزة رامون ماجسايساي تم سجنه في الصين في 22 أبريل 2012، ونجح في الهروب من الإقامة الجبرية.[126]
- جاك لوسيران – كاتب فرنسي وناشط سياسي خلال الحرب العالمية الثانية.[127]
- كارلا جيلبريد – محامية حقوق مدنية أمريكية وتعمل حاليًا كـ المستشارة العامة في لجنة تكافؤ فرص العمل.

## الحكام
- شاه عالم الثاني – إمبراطور الهند.
- لويس الكفيف – ملك أوروبي من القرن العاشر، أصيب بالعمى بعد أن تم أسره.
- فاسيلي الثاني – الأمير الكبير لموسكو في القرن الخامس عشر.
- بيلا الثاني – ملك هنغاريا في القرن الثاني عشر.
- إنريكو داندولو – دوجي البندقية في القرنين الثاني عشر والثالث عشر.
- يانغ الأعمى – ملك بوهيميا، توفي في معركة كريسي (1346).
- جورج الخامس ملك هانوفر – ملك هانوفر في القرن التاسع عشر (1819).

## قديسون
- ديديموس الضرير – عميد المدرسة اللاهوتية في الإسكندرية وأول من حفظ الكتاب المقدس.
- لوتغارديس – قديسة كاثوليكية، كانت عمياء في آخر 11 عامًا من حياتها.
- مارغريت من كاستيلو – معلمة كاثوليكية إيطالية من القرنين الثالث عشر والرابع عشر، وُلدت عمياء.
- باسيفيكوس من سان سيفيرينو – فرنسيسكانية ورؤيا.
- سورداس – قديس هندوسي، شاعر مغني ديني عاش في عهد الملك أكبر (1542–1606).

## دبلوماسيون
- فيكتوريا هاريسون – سفيرة المملكة المتحدة المعينة إلى سلوفينيا.
- سائما سليم – دبلوماسية باكستانية.
- بينو زيفين ن ل – ضابط في الخدمة الخارجية الهندية.

## آخرون
- ماري إنغلز – شقيقة لورا إنغلس وايلدر، الكاتبة.
- ابن باز – مفتي عام المملكة العربية السعودية (1993–1999).[128]
- كريستين ها – فائزة في ماستر شيف أمريكا 2012.
- سريكانث بوللا – مؤسس ورئيس تنفيذي لشركة بولانت إندستريز.
- روس ماينور – صانع محتوى في مجال الوصول، ناجٍ من حادث إطلاق نار، سباح بارالمبي.
- غاري أودونوغو – مراسل سياسي في بي بي سي.
- إد ووكر (مقدم برامج إذاعية) – مقدم برامج إذاعية ومؤلف فكاهي مدى الحياة في واشنطن العاصمة.
- أكبر خان – مغني وملحن وكاتب ومصرفي حاز على جائزة وطنية عام 1989 في راجستان، الهند.[129]
- أشيش جويال – أول متداول كفيف في مجال المال.
- ملايني دي سالينياك – تمت مناقشتها من قبل دينيس ديدرو.
- موريسون هيدي – كاتب ومخترع كفيف وأصم.
- راسل ريدينباو – فقد بصره في سن المراهقة، تخرج من وارتون بدرجة ماجستير في إدارة الأعمال، مليونير عصامي في وول ستريت ووادي السيليكون، بطل ثلاث مرات في التايكواندو.
- يوسف سليم - قاضي باكستاني.
- ريتشارد ب. تيشلتمان – قاضي في المحكمة العليا في ولاية ميزوري.

## خياليون
انظر أيضًا: تصنيف:مكفوفون خياليون
- ديردفيل – بطل خارق أعمى من مارفل كومكس.
- جوردي لا فورج – كان أعمى منذ ولادته، لكنه يستخدم جهاز VISOR وزرع عدسات لاحقة تسمح له برؤية طيف كهرطيسي. تم خلق الشخصية بواسطة جين رودينبيري – وهو نموذج إيجابي لذوي الإعاقة.
- توف – من مسلسل آفاتار: أسطورة أنج وُلدت عمياء، لكنها تستخدم قدرات التشكيل الأرضي لديها لتحسس الاهتزازات و"رؤية" الأشياء التي تتلامس مع الأرض. لهذا السبب، تكره الطيران والإبحار لأنها تفتقر إلى الاتصال بالأرض وتكون عمياء تمامًا.
- ريدر – شخصية عمياء من إنهيومانز لديها القدرة على جعل أي شيء تقرأه يتحقق في الواقع. يحتاج إلى النوم بين استخداماته لقواه.
- تومي – الشخصية الرئيسية في ألبوم بنفس الاسم من ذا هو. عماه، إلى جانب صممه وبكمه، يعتبر اضطرابًا في العرض الجسدي.
- فيليب إنرايت – الشخصية الرئيسية في رواية ذا كاي الذي أصبح عميًا مؤقتًا بسبب ارتجاج في المخ.
- فرانك سلايد - الشخصية الرئيسية في فيلم عطر امرأة (فيلم) الذي فقد بصره أثناء عرض ألعاب بهلوانية باستخدام القنابل الحية.
- جيريك – شخصية من حرب النجوم عملت مع بالباتين كمحقق. هو ميرالوكا وُلد بلا عيون، ويستخدم بدلاً من ذلك القوة لرؤية الأشياء.
- سناب - شخصية من تشالك زون.
- تال – كانت حبيبة كوي غون جين، وقد أصيبت بالعمى بعد أن تم أسرها. ومع ذلك، تمكنت من تعويض عمىها باستخدام القوة.
- هالسيون "هال" غرين – شخصية من القصة القصيرة "مذكرات لوك كاستيلان [الإنجليزية]" من سلسلة بيرسي جاكسون والأولمبيون، كان عرافًا أعمى تآلف مع لوك كاستيلان قبل سقوطه من النعمة.
- ماستر بو – من مسلسل كونغ فو.
- غاريت – من فيلم البحث عن كاميلوت، كان حبيبة كايلي، وأصبح أعمى بعد أن ضربه حصان بالخطأ أثناء حريق في الاسطبل. لكنه استخدم مهاراته التي تعلمها من آيدن، الصقر ذو الأجنحة الفضية، للبقاء على قيد الحياة أثناء حياته في الغابة المحرمة.
- سنيك – من لعبة زيرو إسكيب، رجل أعمى تم إجباره على المشاركة في لعبة نوناري.
- تريزي بيروب – من هومستاك، شخصية رئيسية في الكوميك الإلكتروني، وهي عمياء ولكنها تستطيع معالجة العالم من خلال الشم والتذوق.
- وو زي "ووزي" مو – من لعبة جراند ثفت أوتو: سان أندرياس، زعيم عصابة عصابة الثالوث الصيني أعمى، وتعوض حاسة البصر المفقودة بحواسها الأخرى المتزايدة وحظها الكبير. يصبح حليفًا كارل جونسون (جراند ثفت أوتو) في الجزء الأوسط من اللعبة بعد سباق شوارع بين الاثنين، وفي النهاية يصبح جزءًا من مالكي كازينوه في جراند ثفت أوتو: سان أندرياس.